# Blue Ash
Blue Ash è un comune degli Stati Uniti d'America, situato nello stato dell'Ohio, nella contea di Hamilton.

## Amministrazione

### Gemellaggi
- Ilmenau, dal 2002